# Sisyranthus saundersiae
Sisyranthus saundersiae är en oleanderväxtart som beskrevs av Nicholas Edward Brown. Sisyranthus saundersiae ingår i släktet Sisyranthus och familjen oleanderväxter. Inga underarter finns listade i Catalogue of Life.